# Plotheia guttulosa
Plotheia guttulosa är en fjärilsart som beskrevs av Walker 1865. Plotheia guttulosa ingår i släktet Plotheia och familjen trågspinnare. Inga underarter finns listade i Catalogue of Life.